# Andrea Cassarà
Andrea Cassarà (ur. 3 stycznia 1984 w Brescii) – włoski szermierz, florecista, trzykrotny medalista olimpijski, wielokrotny medalista mistrzostw świata i Europy.
Na igrzyskach olimpijskich w Atenach w 2004 roku reprezentacja Włoch w składzie: Andrea Cassarà, Salvatore Sanzo i Simone Vanni zdobyła złoty medal w zawodach drużynowych. Parę dni później zdobył też brązowy medal indywidualnie, wyprzedzili go jedynie Francuz Brice Guyart i Salvatore Sanzo. Na rozgrywanych cztery lata później igrzyskach olimpijskich w Pekinie zajął szóstą pozycję w turnieju indywidualnym. Podczas igrzysk w Londynie w 2012 roku Włosi w składzie: Valerio Aspromonte, Giorgio Avola, Andrea Baldini i Andrea Cassarà ponownie zdobyli złoty medal w rywalizacji drużynowej. Na tej samej imprezie był też piąty indywidualnie. Następnie był czwarty drużynowo i szesnasty indywidualnie na igrzyskach w Rio de Janeiro w 2016 roku. Brał też udział w igrzyskach olimpijskich w Tokio, gdzie w zawodach indywidualnych był dziesiąty.
Podczas mistrzostw świata w Hawanie w 2003 roku zdobył indywidualnie brązowy medal, plasując się za Niemcem Peterem Joppichem i Simone Vannim. Na tej samej imprezie wspólnie z Salvatore Sanzo, Simone Vannim i Marco Ramaccim zwyciężył drużynowo. W tej samej konkurencji Włosi z Cassarą w składzie zdobyli też złote medale na mistrzostwach świata w Pekinie (2008), mistrzostwach świata w Antalyi (2009), mistrzostwach świata w Budapeszcie (2013), mistrzostwach świata w Moskwie (2015), mistrzostwach świata w Lipsku (2017) i mistrzostwach świata w Wuxi (2018), srebrne podczas mistrzostw świata w Lipsku (2005) i mistrzostw świata w Paryżu (2010) oraz brązowe na mistrzostwach świata w Turynie (2006), mistrzostwach świata w Kazaniu (2014) i mistrzostwach świata w Budapeszcie (2019). Ponadto wywalczył indywidualnie złoty medal na mistrzostwach świata w Katanii w 2011 roku, pokonując w finale Valerio Aspromonte.
Wielokrotnie zdobywał medale mistrzostw Europy, w tym złote drużynowo na mistrzostwach Europy w Moskwie (2002), mistrzostwach Europy w Zalaegerszeg (2005), mistrzostwach Europy w Płowdiwie (2009), mistrzostwach Europy w Lipsku (2010), mistrzostwach Europy w Sheffield (2011) i mistrzostwach Europy w Legnano (2012). Ponadto zwyciężał też w turnieju indywidualnym podczas mistrzostw Europy w Moskwie (2002), mistrzostw Europy w Zalaegerszeg (2005), mistrzostw Europy w Kijowie (2008) oraz mistrzostw Europy w Montreux (2015).